# Die tödlichen Wünsche
Die tödlichen Wünsche, opus 27, (en español: Los Deseos de la Muerte) es una ópera del alemán Giselher Klebe quién, además, escribió el libreto basado en la novela de 1831 La Peau de chagrin del dramaturgo francés Honoré de Balzac. La ópera consiste de quince escenas líricas en tres actos.
Esta obra fue premiada el 14 de junio de 1959 en el Deutsche Oper am Rhein de la ciudad de Düsseldorf. Klebe dedicó el premio a ‘mi amada esposa Lore‘.